# Steve Mandel
Steve Mandel je americký amatérský astrofotograf, uznávaný především pro své snímky slabých mlhovin pořízené ve velkém zorném poli a pro své aktivity na poli popularizace astronomie. Vlastní malou hvězdárnu Hidden Valley Observatory v Soquelu v Kalifornii. Ve svém hlavním zaměstnání se zabývá poradenstvím manažerům firem v oblasti efektivní komunikace a veřejného projevu. Roku 1987 vydal příručku Effective Presentation Skills, která vyšla roku 1993 v češtině pod názvem Jak úspěšně vystupovat. Je zakladatelem a prezidentem společnosti Mandel Communications.

## Astrofotografie
Steve Mandel se začal zajímat o astrofotografii v 70. letech 20. století a později si jeho fotografie s širokým zorným polem získaly pozornost profesionálních astronomů. Roku 2005 fotografoval oblasti vyšších ekliptikálních šířek a experimentoval s filtry různých vlnových délek, přičemž se mu podařilo pořídit snímky velmi slabých neprozkoumaných mlhovin nad rovinou Mléčné dráhy. Snímky prozkoumal astronom Adolf Witt z univerzity v Toledu, který zjistil, že mezi jinými prvky tyto mlhoviny překvapivě obsahují i uhlík. Mandelovy fotografie se staly předmětem několika vědeckých studií. Tyto mezihvězdné struktury, které Mandel nazývá integrated flux nebulae, jsou viditelné díky tomu, že je osvětluje slabé světlo pocházející z celé galaxie, což je odlišuje od tzv. reflexních mlhovin, osvětlovaných blízkou hvězdou. Roku 2004 Mandel začal pracovat na Mandelově-Wilsonově projektu neprozkoumaných mlhovin (Mandel-Wilson Unexplored Nebulae Project), zaměřeném na jejich další objevování, katalogizaci a fotografování.

## Popularizační aktivity
Roku 1984 otiskl časopis Sky and Telescope Mandelovu fotografii souhvězdí Labutě, a od té doby Mandel své snímky publikoval v celé řadě dalších periodik, včetně webové stránky Astronomický snímek dne, spravované americkou agenturou NASA. Roku 2006 publikoval výběr ze svých astronomických fotografií v knize Light in the Sky: Photographs of the Universe.
Steve Mandel také spolupracuje s návštěvnickým centrem hvězdárny Kitt Peak National Observatory, kde prezentuje vzdělávací pozorovatelské programy pro veřejnost. Roku 2004 založil Advanced Imaging Conference v San Jose v Kalifornii. Na této astrofotografické konferenci se každoročně setkává okolo 250 amatérských astronomů a výrobců astronomických přístrojů a softwaru, aby spolu diskutovali nové technologie, fotografické techniky a možnosti vědeckých příspěvků. Založil též Hubblovu cenu, udělovanou na konferenci vybranému astronomovi, který se významně zasloužil o rozvoj astrofotografie.

## Uznání
Steve Mandel získal za své příspěvky astronomii dvě ceny, obě v roce 2008. Pacifická astronomická společnost mu udělila mezinárodní Amateur Achievement Award, zejména za jeho úspěchy při pořizování CCD snímků slabých mlhovin a za popularizaci astronomie. Od Americké astronomické společnosti obdržel za své fotografie Chambliss Amateur Achievement Award, která se každoročně uděluje severoamerickým amatérským astronomům.